# Cravent
Cravent est une commune française située dans le département des Yvelines, en région Île-de-France.
Ses habitants sont appelés les Craventais.

## Géographie

### Situation
La commune de Cravent se situe dans le nord-ouest des Yvelines à la limite du département de l'Eure, à environ 23 kilomètres à l'ouest de Mantes-la-Jolie et à environ 11 kilomètres au sud-ouest de Bonnières-sur-Seine, le chef-lieu de canton.
Le territoire s'étend dans l'ouest du Mantois, entre 130 et 160 mètres d'altitude, sur un plateau agricole en pente vers l'ouest, à mi-chemin entre le vallée de la Seine et celle de l'Eure. C'est un territoire essentiellement rural (90 %), boisé à environ 20 %, les bois étant répartis dans des parcelles dispersées dans l'ensemble de la commune. L'habitat est réparti entre le bourg centre autour de l'église et la mairie et divers hameaux dont le Val Comtat en limite sud et la Bourdonnerie au nord.

### Communes limitrophes
Les communes limitrophes sont Lommoye à l'est, Villiers-en-Désœuvre au sud, Breuilpont au sud-ouest, Villegats au nord-ouest, toutes trois communes de l'Eure, et Chaufour-lès-Bonnières au nord.

### Voies de communication et transports
Les communications sont assurées par le réseau routier local, notamment la route départementale 52 orientée nord-sud qui permet de rejoindre, quatre kilomètres plus au nord, la route nationale 13 et l'échangeur de l'autoroute de Normandie à Chaufour-les-Bonnières.

### Climat
Pour des articles plus généraux, voir Climat de l'Île-de-France et Climat des Yvelines.
En 2010, le climat de la commune est de type climat océanique dégradé des plaines du Centre et du Nord, selon une étude du CNRS s'appuyant sur une série de données couvrant la période 1971-2000. En 2020, Météo-France publie une typologie des climats de la France métropolitaine dans laquelle la commune est exposée à un climat océanique et est dans la région climatique Sud-ouest du bassin Parisien, caractérisée par une faible pluviométrie, notamment au printemps (120 à 150 mm) et un hiver froid (3,5 °C).
Pour la période 1971-2000, la température annuelle moyenne est de 10,2 °C, avec une amplitude thermique annuelle de 14,1 °C. Le cumul annuel moyen de précipitations est de 665 mm, avec 10,8 jours de précipitations en janvier et 8,4 jours en juillet. Pour la période 1991-2020, la température moyenne annuelle observée sur la station météorologique la plus proche, située sur la commune de Magnanville à 14 km à vol d'oiseau, est de 11,6 °C et le cumul annuel moyen de précipitations est de 641,5 mm,. Pour l'avenir, les paramètres climatiques de la commune estimés pour 2050 selon différents scénarios d'émission de gaz à effet de serre sont consultables sur un site dédié publié par Météo-France en novembre 2022.

## Urbanisme

### Typologie
Au 1er janvier 2024, Cravent est catégorisée commune rurale à habitat dispersé, selon la nouvelle grille communale de densité à sept niveaux définie par l'Insee en 2022.
Elle est située hors unité urbaine. Par ailleurs la commune fait partie de l'aire d'attraction de Paris, dont elle est une commune de la couronne,. Cette aire regroupe 1 929 communes,.

### Occupation des solssimplifiée
Le territoire de la commune se compose en 2017 de 90,68 % d'espaces agricoles, forestiers et naturels, 4,49 % d'espaces ouverts artificialisés et 4,83 % d'espaces construits artificialisés.

## Toponymie
Le nom de la localité est mentionné sous les formes Cravant en 1793 ; Cravent en 1801.
À rapprocher de Cravant dans l’Yonne.

## Histoire
Au plus loin dans le temps, nous trouvons Aubert De Cravent (né vers 1020) et sa femme Alberède d'Ivry possesseurs de terres sur la commune et au village de Lommoye.
En novembre 1870, la commune fut le théâtre d'affrontements entre la garde mobile de l'Ardèche et les Prussiens.
En août 1944 la 5ème DB US arrive sur la région avec à sa tête le général Patton. Celui-ci séjournera une nuit au château. Ensuite la troupe prendra la route de Gaillon.

## Politique et administration

### Liste des maires
| Période                                  | Période  | Identité             | Étiquette | Qualité |
| ---------------------------------------- | -------- | -------------------- | --------- | ------- |
| Les données manquantes sont à compléter. |          |                      |           |         |
| avant 1981                               | ?        | Claude Monod-Broca   |           |         |
| mars 2001                                | 2010     | Jean-Pierre Gouyette |           |         |
| janvier 2010                             | 2014     | Philippe Morcet      |           |         |
| 2014                                     | En cours | Jacky Joubert        |           |         |

### Instances administratives et judiciaires
La commune de Cravent appartient au canton de Bonnières-sur-Seine ainsi qu'à la communauté de communes des Portes de l’Île-de-France.
Sur le plan électoral, la commune est rattachée à la neuvième circonscription des Yvelines, circonscription à dominante rurale du nord-ouest des Yvelines.
Sur le plan judiciaire, Cravent fait partie de la juridiction d’instance de Mantes-la-Jolie et, comme toutes les communes des Yvelines, dépend du tribunal de grande instance ainsi que de tribunal de commerce sis à Versailles,.

## Population et société

### Démographie

#### Évolution démographique
L'évolution du nombre d'habitants est connue à travers les recensements de la population effectués dans la commune depuis 1793. Pour les communes de moins de 10 000 habitants, une enquête de recensement portant sur toute la population est réalisée tous les cinq ans, les populations de référence des années intermédiaires étant quant à elles estimées par interpolation ou extrapolation. Pour la commune, le premier recensement exhaustif entrant dans le cadre du nouveau dispositif a été réalisé en 2004.

En 2022, la commune comptait 436 habitants, en évolution de −3,75 % par rapport à 2016 (Yvelines : +2,72 %, France hors Mayotte : +2,11 %).
| 1793 | 1800 | 1806 | 1821 | 1831 | 1836 | 1841 | 1846 | 1851 |
| ---- | ---- | ---- | ---- | ---- | ---- | ---- | ---- | ---- |
| 345  | 315  | 262  | 227  | 212  | 230  | 238  | 265  | 262  |

| 1856 | 1861 | 1866 | 1872 | 1876 | 1881 | 1886 | 1891 | 1896 |
| ---- | ---- | ---- | ---- | ---- | ---- | ---- | ---- | ---- |
| 250  | 259  | 231  | 240  | 232  | 226  | 229  | 215  | 203  |

| 1901 | 1906 | 1911 | 1921 | 1926 | 1931 | 1936 | 1946 | 1954 |
| ---- | ---- | ---- | ---- | ---- | ---- | ---- | ---- | ---- |
| 201  | 198  | 191  | 193  | 176  | 165  | 165  | 154  | 146  |

| 1962 | 1968 | 1975 | 1982 | 1990 | 1999 | 2004 | 2006 | 2009 |
| ---- | ---- | ---- | ---- | ---- | ---- | ---- | ---- | ---- |
| 121  | 107  | 150  | 192  | 260  | 325  | 369  | 380  | 403  |

| 2014 | 2019 | 2022 | - | - | - | - | - | - |
| ---- | ---- | ---- | - | - | - | - | - | - |
| 444  | 407  | 436  | - | - | - | - | - | - |

#### Pyramide des âges
En 2018, le taux de personnes d'un âge inférieur à 30 ans s'élève à 38,8 %, soit au-dessus de la moyenne départementale (38 %). À l'inverse, le taux de personnes d'âge supérieur à 60 ans est de 18,6 % la même année, alors qu'il est de 21,7 % au niveau départemental.
En 2018, la commune comptait 221 hommes pour 201 femmes, soit un taux de 52,37 % d'hommes, largement supérieur au taux départemental (48,68 %).
Les pyramides des âges de la commune et du département s'établissent comme suit.
| Hommes | Classe d’âge | Femmes |
| ------ | ------------ | ------ |
| 0,0    | 90 ou +      | 2,1    |
| 2,3    | 75-89 ans    | 2,6    |
| 15,0   | 60-74 ans    | 15,5   |
| 24,4   | 45-59 ans    | 24,7   |
| 17,8   | 30-44 ans    | 18,0   |
| 20,7   | 15-29 ans    | 16,5   |
| 19,7   | 0-14 ans     | 20,6   |

| Hommes | Classe d’âge | Femmes |
| ------ | ------------ | ------ |
| 0,6    | 90 ou +      | 1,4    |
| 6      | 75-89 ans    | 7,8    |
| 13,5   | 60-74 ans    | 14,8   |
| 20,7   | 45-59 ans    | 20,1   |
| 19,6   | 30-44 ans    | 19,9   |
| 18,5   | 15-29 ans    | 16,8   |
| 21,2   | 0-14 ans     | 19,2   |

### Vie associative
À Cravent, l'APAC, une association dont la vocation est l'animation aussi bien que la préservation du caractère rural du village organise régulièrement des randonnées pédestres et une fois l'an une bourse aux plantes.

## Économie
- Agriculture,
- Commune résidentielle.

## Culture locale et patrimoine

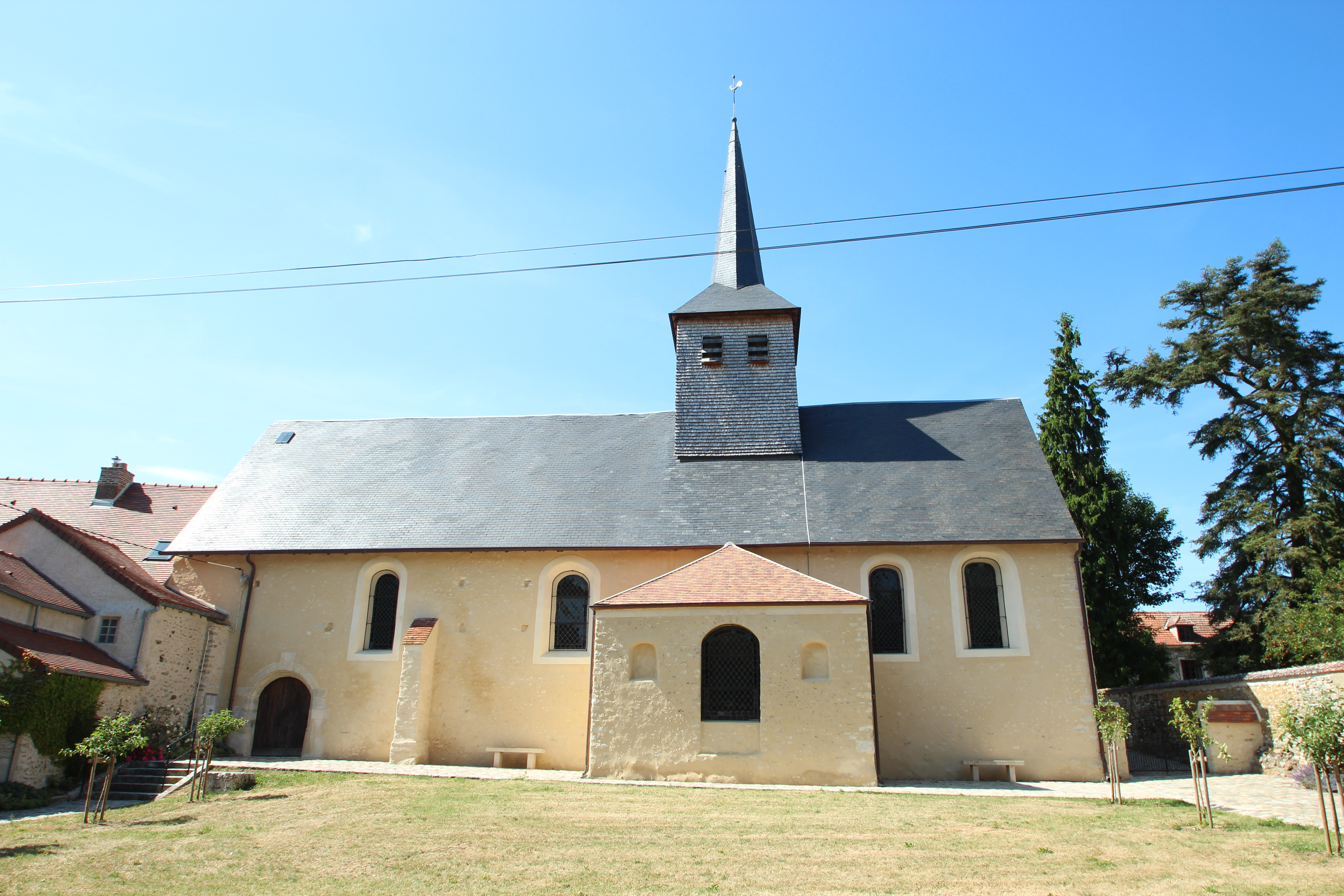
L'église.

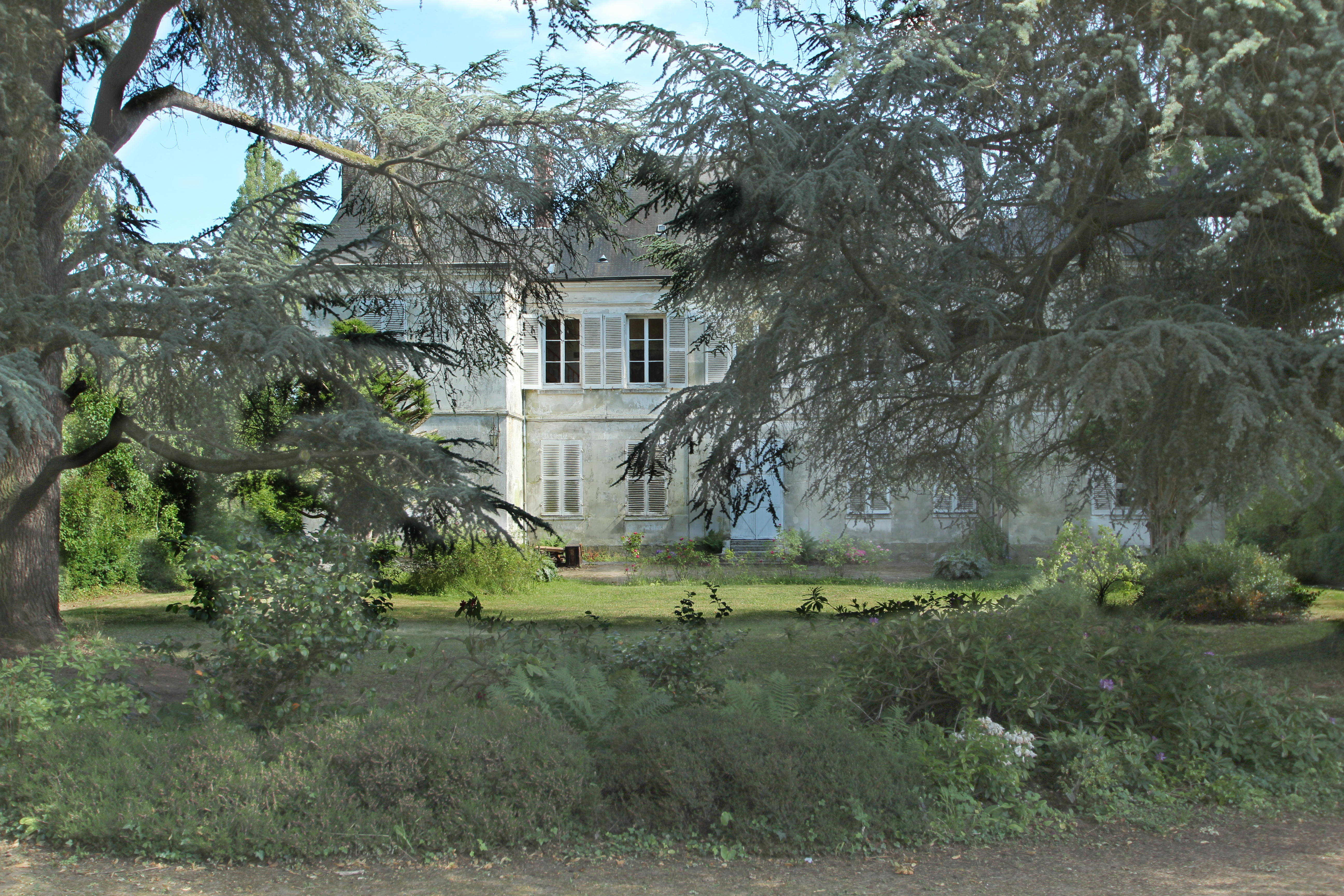
Le château de Cravent.

### Lieux et monuments
- Église de la Trinité-de-la-Vierge-et-de-la-Nativité : église de pierre construite au Xe siècle et modifiée au XVIIe siècle. La couverture du clocher a été restaurée en 1979 et en 2013.
- Château de Cravent : château du XVIIIe siècle qui fut habité notamment par A. Broca, chirurgien des  hôpitaux de Paris.
- Le monument aux morts, surmonté de la statue du Poilu au repos, réalisée par Étienne Camus.